# Mezioblastní akademie personálního managementu
Mezioblastní akademie personálního managementu (ukrajinsky Міжрегіональна Академія управління персоналом) je největší ukrajinská soukromá vysoká škola. Byla založena v roce 1989 a má pobočky v řadě částí Ukrajiny. Studuje na ni přes 50 000 studentů v především humanitně, ekonomicky a právně zaměřených oborech.
Podle tvrzení ADL, židovské lobbystické skupiny, je MAUP hlavním zdrojem antisemitské agitace a propagandy na Ukrajině. Rasista David Duke zde v roce 2005 získal titul kandidát věd.